# Dag Fornæss
Dag Fornæss (Hamar, 30 giugno 1948) è un ex pattinatore di velocità su ghiaccio ed ex calciatore norvegese.

## Carriera
Nel periodo dal 1969 al 1971, Fornæss è stato considerato tra i migliori pattinatori di velocità su ghiaccio in circolazione. Diventato campione nazionale a livello giovanile nel 1969, ha vinto un oro ai campionati mondiali, oltre a due ori ed un argento a quelli europei. Attivo anche in campo calcistico, ha giocato con le maglie di Skeid, Hamar e Freidig.